# Eremulus antis
Eremulus antis är en kvalsterart som beskrevs av Poltavskaja 1987. Eremulus antis ingår i släktet Eremulus och familjen Eremulidae. Inga underarter finns listade i Catalogue of Life.